# Cykoria sałatowa
Cykoria sałatowa, radicchio, czerwona cykoria (Cichorium intybus L. var. foliosum Hegi) – odmiana cykorii podróżnik, gatunku należącego do rodziny astrowatych. Według nowszych ujęć taksonomicznych nie wyróżnia się już tego taksonu jako odmiany, lecz uznaje się go po prostu za cykorię podróżnik.

## Morfologia
Jest rośliną dwuletnią, wytwarza duży mięsisty korzeń spichrzowy i rozetę liści odziomkowych. Liście: Czerwono-fioletowe z białymi żyłkami. Liście zawierają goryczkę, która pozytywnie oddziałuje na układ naczyniowy organizmu.

## Zastosowanie
- Warzywo: kruche liście radicchio są stosowane w kuchni.
- Sztuka kulinarna: żywy kolor liści powoduje, że radicchio bywa efektowną dekoracją każdego bufetu sałatkowego. Nadaje się również do zapiekania, ale traci wtedy kolor. Przed podaniem dobrze jest wymoczyć liście w wodzie, aby pozbyć się lekko gorzkiego smaku. Dobrze komponuje się z szynką parmeńską i świeżymi figami.